# Farratge
|  | Per a altres significats, vegeu «Farratge (desambiguació)». |

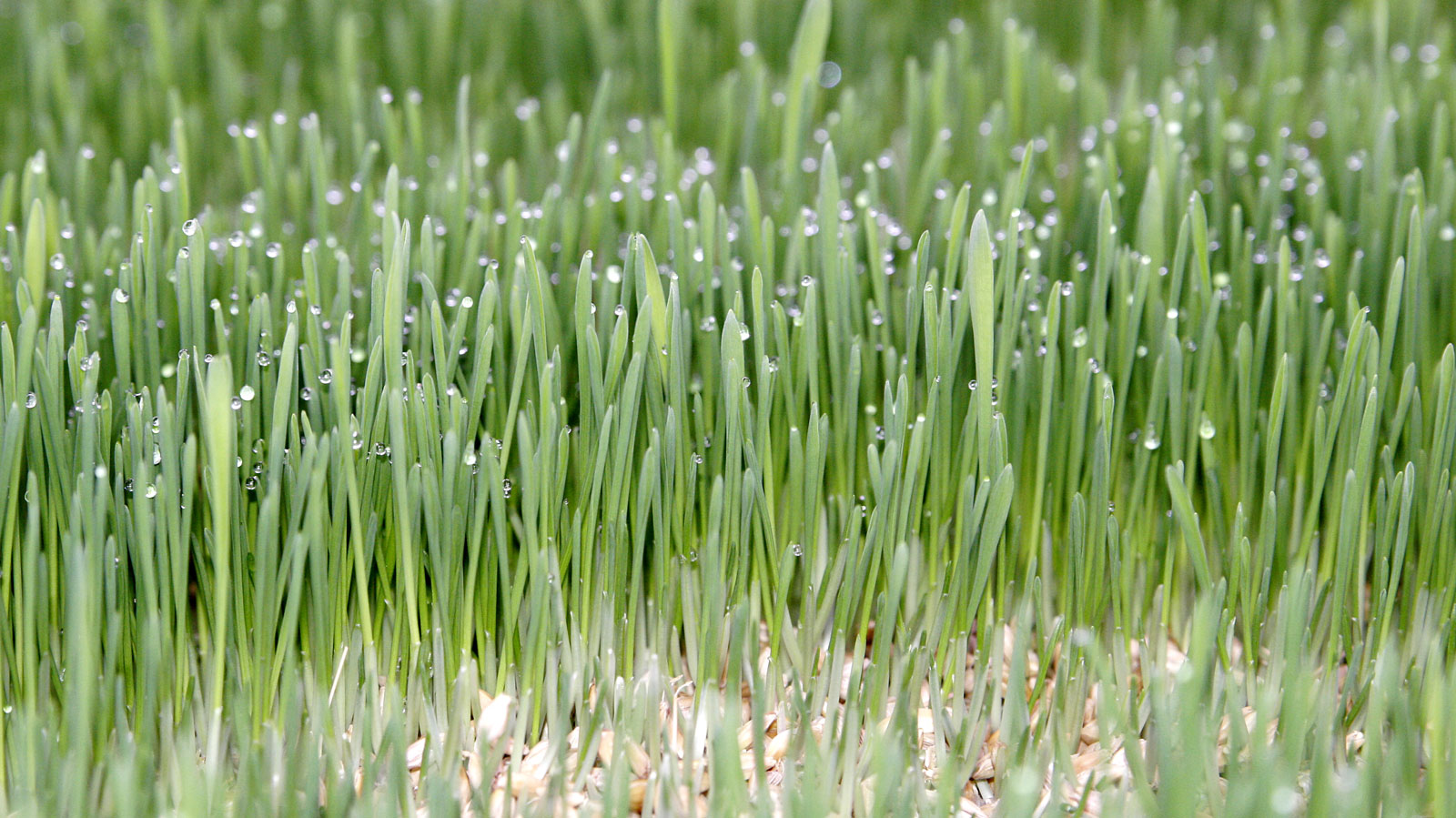
Cultiu hidropònic

El farratge, en agricultura, és qualsevol comestible amb base vegetal emprat específicament en la nutrició d'animal de bestiar, com el cas de vaques, ovelles o porcs. La pastura per definició és d'origen vegetal, si bé el producte ingerit pels animals pot ser un derivat processat al qual s'hagen afegit minerals o restes animals. Per a accentuar la qualitat nutritiva de la pastura se cerca una naturalesa compensada entre  lleguminoses i gramínies, de manera que es produïsca complementació proteica.

## Plantes formadores de pastures
- Herba (com pastura fresca o emmagatzemat com farroig)

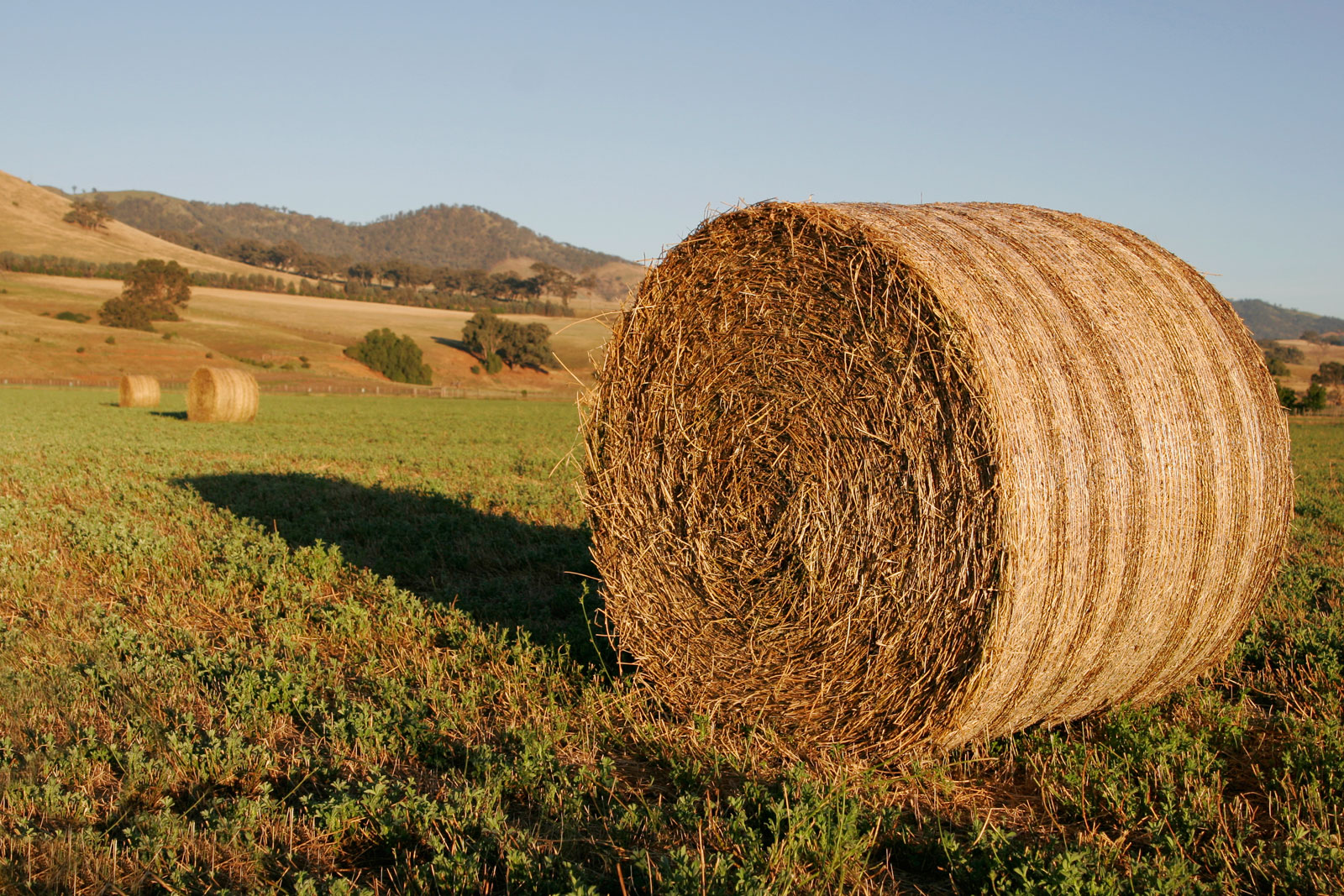
Bales amb past empaquetat

  - Lolium
  - Gram, agram o Cynodon
  - Phleum pratense
  - Danthonia
- Blat
- Mill
- Soja

- Avena
- Alfals
- Sorongo
- Trifolium o trèvols
  - T. pratense
  - T. repens
  - T. subterraneum
- Dacsa o blat de moro
- Brassica
  - Chau moellier
  - B. oleracea o col
  -  B. napus o nap
  - B. napobrassica o nap
  - B. rapa rapa o rave
- Lotus corniculatus
- Palmera o palma

## Importància ecològica
L'espècie humana ha modificat l'ecologia dels ecosistemes de mitja i alta muntanya per a generar pastures aptes per a la ramaderia extensiva, i n'és especialment rellevant la pràctica de pasturatge selectiu per a accentuar el creixement de les espècies vegetals més nutritives; en el cas dels Pirineus aragonesos, el pasturatge tradicional ha possibilitat l'extensió de riques pastures mixtes entre Trifolium alpinum, o regalíssia de mont, i Nardus stricta, o cervuno.